# Pausa (distrito)
O distrito peruano de Pausa é dos dez destritos que compõem a região de Ayacucho, localizado na Província de Páucar del Sara Sara.

## Transporte
O distrito de Pausa é servido pela seguinte rodovia:
- PE-32C, que liga o distrito de Cahuacho (Região de Arequipa) à cidade de Puyusca (Região de Ayacucho)
- AY-116, que liga a cidade de Coracora ao distrito [1][2][3]